# Teoria de Deng Xiaoping
Teoria de Deng Xiaoping ou denguismo é a série de ideologias políticas e econômicas desenvolvidas pela primeira vez pelo líder chinês Deng Xiaoping. A teoria não afirma rejeitar o marxismo-leninismo ou o maoísmo, mas, em vez disso, procura adaptá-los às condições socioeconômicas existentes na China.
Deng também destacou a abertura da China para o mundo exterior, a implementação da política de "um país, dois sistemas" e, por meio da frase "buscar a verdade dos fatos", uma defesa do pragmatismo político e econômico.

## Sinopse

### Modernização e conservadorismo ideológico
A China deve em grande parte seu crescimento econômico à ênfase de Deng Xiaoping na produção econômica, de acordo com a teoria das forças produtivas - um subconjunto da teoria marxista do século XX. Na visão de Deng, a tarefa enfrentada pela liderança da China era dupla: (i) promover a modernização da economia chinesa e (ii) preservar a unidade ideológica do Partido Comunista da China (PCC) e seu controle do difícil reformas exigidas pela modernização.
Os esforços de modernização foram generalizados pelo conceito das Quatro Modernizações  As Quatro Modernizações foram metas, estabelecidas por Zhou Enlai em 1963, para melhorar a agricultura, indústria, defesa nacional e ciência e tecnologia na China.
Para preservar a unidade ideológica, a Teoria de Deng Xiaoping formulou "Quatro Princípios Cardeais" que o Partido Comunista deve defender:
- o "espírito básico do comunismo";
- o sistema político da RPC, conhecido como ditadura democrática do povo;
- a liderança do Partido Comunista, e;
- Marxismo-leninismo e o maoísmo.

### Kai Fang (开放)
Em 1992, quatorze anos depois de Deng ter se tornado o líder da China, ele embarcou na "nan xun" ou "Visita de inspeção ao Sul". Lá ele pronunciou suas famosas palavras: "kai fang!" (em chinês:  开放). Essas palavras, que literalmente significam "abrir", seriam a base para o desenvolvimento econômico da China até os dias atuais. A partir desse momento, a China começou a se expandir economicamente.

## Relação com o maoísmo
Poucas evidências da abordagem de Mao sobreviveram em Deng. A Teoria de Deng Xiaoping argumenta que defender o Pensamento de Mao Zedong não significa imitar cegamente as ações de Mao, sem desvio, como visto no governo de Hua Guofeng, e que fazer isso na verdade "contradiz o Pensamento de Mao Zedong".

## Legado
Desde a década de 1980, a teoria tornou-se uma aula universitária obrigatória. Tendo servido como o principal guia de política do Partido Comunista da China desde o Terceiro Plenário do 11º Congresso Nacional do PCC em 1978, a teoria foi incorporada à Constituição do Partido Comunista como uma ideologia orientadora em 1997, e também foi subsequentemente escrita na Constituição da República Popular da China:

Desde o Terceiro Plenário do 11º Comitê Central do PCC, os comunistas chineses, representados principalmente pelo camarada Deng Xiaoping, resumiram as experiências positivas e negativas adquiridas desde a fundação da Nova China, implementaram o princípio de emancipar a mente e buscar a verdade de fatos, mudou o foco do trabalho do Partido para o desenvolvimento econômico, introduziu reforma e abertura, inaugurou um novo período para o desenvolvimento da causa socialista, gradualmente formou a linha, princípios e políticas na construção do socialismo com características chinesas, expôs as questões básicas sobre a construção, consolidação e desenvolvimento do socialismo na China, e criou a Teoria de Deng Xiaoping. A Teoria de Deng Xiaoping é um produto da integração da teoria básica do marxismo-leninismo com a prática da China moderna e as características da era presente, a herança e o desenvolvimento do Pensamento de Mao Zedong sob novas condições históricas, uma nova etapa do desenvolvimento do marxismo na China, o marxismo da China moderna e a cristalização da sabedoria coletiva do PCC, guiando a causa da modernização socialista da China de forma constante.